# 施特罗海姆
施特罗海姆是奥地利上奥地利州埃弗丁县的一个市镇。总面积28.7平方公里，总人口1556人，人口密度54.2人/平方公里（2005年）。